# Discrepancia energética de los cien milenios

Media de varias muestras de δ^{18}O, un indicador de Tº, de los últimos 600 milenios.

La discrepancia energética de los últimos cien milenios o el problema de los 100.000 años es una discrepancia entre los registros geológicos de temperatura (Tº pasadas) y la cantidad de radiación entrante solar, o insolación. Esta última sube y baja según la intensidad de la radiación del Sol, la distancia de la Tierra al Sol, y la inclinación de los polos de la Tierra. Sin embargo, el reciente cambio entre estados glaciales e interglaciales que se produce en ciclos de unos 100.000 años (100 ka), no se relaciona bien con ninguno de esos factores.
Debido a las variaciones en la órbita terrestre, la cantidad de insolación varía en periodos de alrededor de 21, 40, 100, y 400 milenios. Las variaciones en la cantidad de la radiación solar producen cambios en el clima de la Tierra, y se reconocen como un factor clave en el momento de inicio y terminación de las glaciaciones. Los análisis espectrales muestran una periodicidad dominante de la respuesta climática en periodos de 100 milenios, pero la variación orbital en este período es demasiado pequeña.

## Reconstrucción de los climas pasados

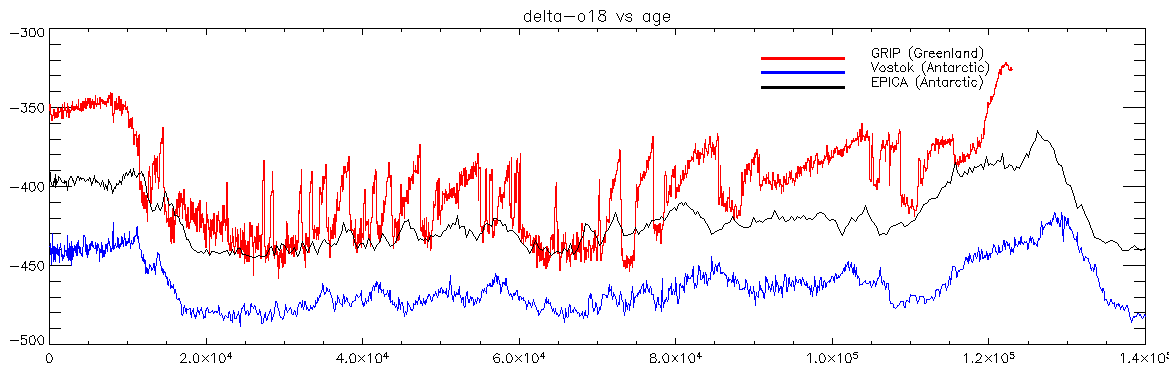
Un registro δ^{18}O de los pasados 120 milenios.

Los datos climáticos del pasado —especialmente los que se refieren a la temperatura— pueden deducirse fácilmente a partir de la evidencia sedimentaria, aunque sin la precisión de los actuales instrumentos de medición que se usan para las temperaturas actuales. Tal vez el indicador más útil sobre el clima del pasado es el fraccionamiento de los isótopos de oxígeno, denotado como δ18O. Ese fraccionamiento está condicionado principalmente por la cantidad de agua encerrada en el hielo y la temperatura absoluta del planeta y ha permitido construir una escala de tiempo de las etapas isotópicas marinas.

## Comparación de registros
El registro de δ18O presente en el aire (obtenido de las muestras de hielo de Vostok) y en los sedimentos marinos se ha comparado con las estimaciones sobre la insolación solar, que debería afectar a la temperatura de la Tierra y al volumen de hielo. Nicholas Shackleton sintonizó orbitalmente las muestras de δ18O del aire en el hielo antártico (es decir, que ajustó la escala de tiempo del registro para adaptarlo a las variaciones orbitales), y usó el análisis espectral para identificar y restar el componente del registro que en esta interpretación podría atribuirse a una respuesta lineal (directamente proporcional) a la variación orbital. La señal residual (el resto), comparándola con el residual de un registro sincronizado de forma similar de muestras isotópicas marinas, le permitió estimar la proporción de la señal que se debía al volumen de hielo; y el resto (intentado permitir el efecto Dole) lo atribuyó a los cambios de la temperatura en las aguas profundas.
Se encontró que el componente de los 100.000 años en la variación de volumen de hielo coincidía con los registros sobre las variaciones del nivel del mar obtenidos sobre la base de la determinación de la edad del coral, con un retraso de varios miles de años con la excentricidad orbital, como sería de esperar si la excentricidad orbital fuera el mecanismo de estimulación. También aparecían grandes «saltos» no lineales en el registro durante las deglaciaciones, si bien la periodicidad de los 100.000 años no era la más marcada en este registro «puro» del volumen de hielo. Se encontró que el registro separado de la temperatura del mar en profundidad variaba directamente en fase con la excentricidad orbital, al igual que la temperatura antártica y el CO2. Así, la excentricidad parece ejercer un efecto inmediato geológico en la temperatura del aire, la temperatura del mar profundo y las concentraciones atmosféricas de CO2. Shackleton concluyó que: «El efecto de la excentricidad orbital probablemente entra en el registro paleoclimático a través de una influencia en la concentración de CO2 atmosférico». El mecanismo causante de estos cambios cíclicos de temperatura permanece en el corazón del problema de los 100.000 años.

## Hipótesis para explicar el problema

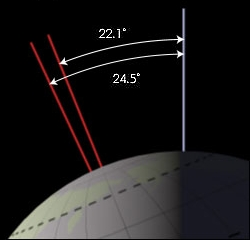
Efecto de las variaciones de la oblicuidad, que en conjunto con la precesión, se amplifican con la inclinación orbital.